# Rihlu
Der Rihlu (Rio Rihlu) ist ein zumeist trockener Fluss im osttimoresischen Suco Tibar (Gemeinde Liquiçá). Er entspringt beim Dorf Rihiu, im Südwesten des Sucos und fließt nach Norden, bis er schließlich zwischen den Orten Tibar und Kampungbaru, an der Nordküste Timors, in die Bucht von Tibar mündet. Das Mündungsgebiet besteht aus einem Mangrovensumpf. Östlich des Flusses verläuft die Straße vom Ort Tibar nach Gleno.